# Giuseppe Perrone Capano
Giuseppe Perrone Capano (Trani, 6 febbraio 1898 – Bari, 3 aprile 1979) è stato un politico e avvocato italiano, sottosegretario di stato alla pubblica istruzione, prima nel IV Governo De Gasperi (dal 22 dicembre 1947 al 23 maggio 1948) e poi nel V Governo De Gasperi (dal 27 maggio 1948  al 5 aprile 1949).